# پرش (ترانه بلک‌پینک)
«پرش» (انگلیسی: Jump, کره‌ای: 뛰어; لاتین‌نویسی اصلاح‌شده: Ttwieo) ترانه‌ای از گروه دخترانهٔ اهل کره جنوبی، بلک‌پینک است. این ترانه در ۱۱ ژوئیه ۲۰۲۵ از طریق وای‌جی انترتینمنت منتشر شد.

## پیش‌زمینه و انتشار
در ۱۹ فوریه ۲۰۲۵، بلک‌پینک تاریخ‌های تور جهانی جدیدی را که قرار بود از ماه ژوئیه آغاز شود، اعلام کرد. بعدها مشخص شد که این تور، تور جهانی ددلاین نام دارد. وای‌جی انترتینمنت در ۹ ژوئن تأیید کرد که اعضای گروه از ۶ ژوئن در سئول مشغول فیلم‌برداری یک موزیک ویدئوی جدید با همکاری «کارگردانی مشهور از خارج از کشور» هستند. در ۲۳ ژوئن، این شرکت اعلام کرد که تک‌آهنگ کامبک بلک‌پینک برای نخستین بار در اجرای افتتاحیهٔ تور، در ۵ ژوئیه، معرفی خواهد شد. در ۱ ژوئیه، گروه یک وبگاه تعاملی راه‌اندازی کرد که نقشه‌ای از سئول را نمایش می‌داد؛ در این نقشه دو مکان با تابلویی تماماً بزرگ‌نویسی‌شده با عنوان «DO NOT JUMP» علامت‌گذاری شده بود که واژهٔ «NOT» با رنگ صورتی و به سبک اسپری، خط خورده بود. در ۴ ژوئیه، بلک‌پینک ویدئویی با عنوان «?Ready to Jump» منتشر کرد که پیش‌نمایشی از ترانهٔ جدیدشان بود.
در شب افتتاحیهٔ تور جهانی ددلاین در ورزشگاه گویانگ در کره جنوبی در ۵ ژوئیه، بلک‌پینک برای نخستین بار ترانهٔ «پرش» را معرفی و بر روی صحنه اجرا کرد. در همان کنسرت، جنی اعلام کرد که این ترانه در ادامهٔ هفته روی پلتفرم‌های استریم منتشر خواهد شد. در ۷ ژوئیه، گروه یک تیزر موزیک ویدئو منتشر کرد که تاریخ انتشار قطعه را چهار روز بعد تأیید می‌کرد. تک‌آهنگ «پرش» در ۱۱ ژوئیه به صورت دانلود دیجیتال توسط وای‌جی انترتینمنت و در قالب همکاری تازه‌ای با شرکت توزیع موسیقی دی آرچرد منتشر شد؛ این در حالی بود که توزیع آثار قبلی گروه توسط اینترسکوپ رکوردز انجام می‌شد. این ترانه، نخستین اثر رسمی بلک‌پینک پس از گذشت دو سال و ۱۰ ماه از انتشار دومین آلبوم استودیویی‌شان با عنوان صورتی زاده‌شده (۲۰۲۲) به‌شمار می‌رود، البته به‌جز قطعهٔ «دختران» که برای موسیقی متن یک بازی ویدئویی در سال ۲۰۲۳ منتشر شد.

## موزیک ویدئو
تیزر موزیک ویدئوی «پرش» در ۷ ژوئیه ۲۰۲۵، چند روز پیش از انتشار رسمی آن، منتشر شد. این تیزر با تصویربرداری چرخشی از نمای شهری آغاز می‌شود که در آن، بیلبوردهایی از هر یک از اعضای گروه دیده می‌شود. سپس دوربین به دیواری آجری با نقاشی دیواری بزرگی از اعضای گروه بلک‌پینک نزدیک می‌شود و اعضای گروه در حالی‌که لباس‌های مشکی به تن دارند، در مقابل آن ایستاده‌اند. موزیک ویدئوی این ترانه توسط دیو میرز کارگردانی شده است. وای‌جی انترتینمنت این ویدئو را بازتاب دهندهٔ تأثیرگذاری و داستان بلک‌پینک به‌عنوان یک گروه توصیف کرده و بر «هم‌افزایی کامل» اعضا تأکید کرده است؛ زیرا آن‌ها پس از دو سال و ۱۰ ماه بار دیگر با هم بازگشته‌اند.

## اجراهای زنده
«پرش» در فهرست اجراهای تور جهانی ددلاین بلک‌پینک قرار داشت و نخستین بار در افتتاحیهٔ تور در ۵ ژوئیه ۲۰۲۵ اجرا شد.

## تاریخچه انتشار
| منطقه | تاریخ         | فرمت                  | ناشر  | منابع  |
| ----- | ------------- | --------------------- | ----- | ------ |
| مختلف | ۱۱ ژوئیه ۲۰۲۵ | دانلود دیجیتال استریم | وای‌جی | [ ۱۶ ] |